# 李婷 (1980年生のテニス選手)
李 婷（り てい、英語表記： Li Ting, リー・ティン、1980年1月5日 - ）は、中華人民共和国・湖北省武漢市出身の女子プロテニス選手。同僚の孫甜甜とペアを組み、2004年のアテネ五輪で女子ダブルスの金メダルを獲得した選手である。右利き、バックハンド・ストロークは両手打ち。身長180cm、体重72kgで、アジアの女子テニス選手としては長身のタイプである。WTAツアーでシングルスの優勝はなかったが、ダブルスでアテネ五輪を含む10勝を挙げた。ダブルスの自己最高ランキングは19位（シングルスは136位）。

## 来歴
7歳からテニスを始め、1996年から女子テニス国別対抗戦・フェドカップの中国代表選手となった。2000年にプロ入り。シドニー五輪で中国代表選手に選ばれ李娜との女子ダブルスに出場したが初戦で敗退している。
2004年のアテネ五輪で2度目の五輪出場を果たし、李婷&孫甜甜のペアは、1回戦でアメリカ（ビーナス・ウィリアムズ&チャンダ・ルビン組）、2回戦でイタリア（シルビア・ファリナ・エリア&フランチェスカ・スキアボーネ組）、準々決勝ではオーストラリア（アリシア・モリク&レネ・スタブス組）、準決勝ではアルゼンチン（パオラ・スアレス&パトリシア・タラビーニ組）を破って決勝に進出。8月22日の女子ダブルス決勝戦で、2人のペアはスペイン代表のコンチタ・マルティネス&ビルヒニア・ルアノ・パスクアル組を 6-3, 6-3 のストレートで圧倒し、中国に初めてのテニス金メダルをもたらした。
シングルスでの李婷は2005年と2006年の全豪オープンに予選を勝ち上がって出場したが1回戦敗退に終わっている。4大大会の本戦出場はこの2回だけである。
その後も李婷は孫甜甜とのペアでダブルスの好成績を出し続け、2005年の全仏オープン女子ダブルスでベスト8に入り、2006年度は女子ツアー大会でダブルス3勝を記録した。2007年全豪オープンの女子ダブルス1回戦敗退を最後に、李は27歳でプロテニス界から引退した。

## WTAツアー決勝進出結果

### ダブルス: 14回 (10勝4敗)
| 結果   | No. | 決勝日         | 大会           | サーフェス   | パートナー | 対戦相手                                              | スコア           |
| ------ | --- | -------------- | -------------- | ------------ | ---------- | ----------------------------------------------------- | ---------------- |
| 優勝   | 1.  | 2000年6月18日  | タシケント     | ハード       | 李娜       | イロダ・ツルヤガノワ アンナ・ザポロザノワ             | 3–6, 6–2, 6–4    |
| 優勝   | 2.  | 2003年6月14日  | ウィーン       | クレー       | 孫甜甜     | 晏紫 鄭潔                                             | 6–3, 6–4         |
| 準優勝 | 1.  | 2003年10月12日 | タシケント     | ハード       | 孫甜甜     | ユリア・ベイゲルジマー タチアナ・ポウチェク           | 3–6, 6–7(0)      |
| 優勝   | 3.  | 2003年11月2日  | ケベックシティ | ハード(室内) | 孫甜甜     | エルス・カレンズ メイレン・ツー                       | 6–3, 6–3         |
| 優勝   | 4.  | 2003年11月9日  | パタヤ         | ハード       | 孫甜甜     | ウィニー・プラクシャ アンジェリク・ウィジャヤ         | 6–4, 6–3         |
| 準優勝 | 2.  | 2004年2月22日  | ハイデラバード | ハード       | 孫甜甜     | リーゼル・フーバー サニア・ミルザ                     | 6–7(1), 4–6      |
| 優勝   | 5.  | 2004年8月22日  | アテネ五輪     | ハード       | 孫甜甜     | コンチタ・マルティネス ビルヒニア・ルアノ・パスクアル | 6–3, 6–3         |
| 優勝   | 6.  | 2004年10月3日  | 広州           | ハード       | 孫甜甜     | 楊舒静 于瑩                                           | 6–4, 6–1         |
| 準優勝 | 3.  | 2005年2月12日  | ハイデラバード | ハード       | 孫甜甜     | 晏紫 鄭潔                                             | 4–6, 1–6         |
| 優勝   | 7.  | 2005年5月1日   | エストリル     | クレー       | 孫甜甜     | ミハエラ・クライチェク ヘンリエッタ・ナギョワ         | 6–3, 6–1         |
| 優勝   | 8.  | 2006年2月12日  | パタヤ         | ハード       | 孫甜甜     | 晏紫 鄭潔                                             | 3–6, 6–1, 7–6(5) |
| 準優勝 | 4.  | 2006年3月4日   | ドーハ         | ハード       | 孫甜甜     | ダニエラ・ハンチュコバ 杉山愛                         | 4–6, 3–6         |
| 優勝   | 9.  | 2006年5月7日   | エストリル     | クレー       | 孫甜甜     | ヒセラ・ドゥルコ マリア・サンチェス・ロレンツォ       | 6–2, 6–2         |
| 優勝   | 10. | 2006年10月1日  | 広州           | ハード       | 孫甜甜     | バニア・キング エレナ・コスタニッチ                   | 6–4, 2–6, 7–5    |